# ОШ „Доситеј Обрадовић” Приштина
Основна школа „Доситеј Обрадовић” (алб. Shkolla fillore „Dositej Obradoviq”) у Приштини била је образовна установа која је до јуна 1999. године функционисала у систему Републике Србије. Налазила се у градском кварту Улпијана у улици Царице Милице.

## Историја
Основна школа „Доситеј Обрадовић” основана је 1968. године у Приштини под називом основна школа „Хасан Приштина”. У првој школској 1968/1969. години школа је почела са радом у некадашњој згради средње економске школе, а касније седишту Гимназије „Џевдет Дода“. Школа је у почетку имала 8 одељења на албанском и 22 на српскохрватском језику, у којима је радило 38 просветних радника. У наредном периоду број ђака је био у порасту, па је школа изискивала више наставника и већи простор. У новом објекту у насељу Улпијана изграђеном јануара 1974. године, побољшани су услови за развој наставног процеса јер је нова школа била међу најмодернијим школама тог времена. Школа је поседовала кабинет за биологију, хемију, физику, библиотеку са преко 20.000 књига на оба језика са читаоницом, салом за физичко васпитање и модерним стадионом ограђеним одговарајућом оградом. Капацитет му је био 800 ученика у једној смени, односно 1600 ученика у две смене. Међутим, школа је почела да ради са 2000 ученика, па се настава одвијала у три смене на два наставна језика, албанском и српскохрватском.
Овакво стање повећања броја ученика у овој школи наставило се у наредним годинама, тако да је школске 1980/1981. године број ученика износио 3070 ученика који су распоређени у 87 одељења  од првог до осмог разреда. У таквим условима, све остале просторије које су биле намењене разредној настави, претворене су у обичне просторије, што је практичну наставу готово потпуно онемогућило.
Током школске 1981/1982. године 11 одељења је пребачено у новоосновану школу „Јосип Броз Тито”, која је касније променила назив у „Јован Јовановић Змај”, изграђену у делу град Сунчани брег. Упркос овоме, наставани процес се поново одвија у школи у три смене, а број ученика је био 2700.
У школској 1983/1984. години број ученика у школи је порастао на 3100, што се одразило и на укупан рад школе јер се настава одржавала и у наставничкој сали, читаоници, школској архиви и у свим другим кабинетима. Тиме више није било простора за обављање слободних школских активности и одржавање допунске наставе.
Школске 1985/1986. године било је 2848 ученика распоређених у 94 одељења. Међутим и након преласка великог броја ученика у нову основну школу „Владимир Иљич Лењин”, касније преименовану у „Милош Црњански” изграђену у насељу Дарданија, настава се и даље одвијала у три смене и са међусменом, као и шестодневном школском недељом.
Школске 1989/1990. године школа је имала 2464 ученика, од тога 1714 на албанском и 732 на српскохрватском језику. Просветни кадар је имао 115 наставника. Од овог броја, 48 наставника је радило у предметној настави албанског језика и 26 у нижим разредима. На српскохрватском језику радило је 27 наставника у вишим разредима и 14 у нижим разредима. Од тога 32 са завршеним факултетом, 43 са вишом школом, 33 са педагошком академијом и 7 са средњом школом. У школи су поред наставника радили и директор, помоћник директора, секретар, директор, библиотекар и 14 техничких радника.
Почетком 90-их просветни радници и ђаци албанске националности напуштају школу и образовни систем Републике Србије и оснивају паралелне основне школе које ће радити изван закона тадашње Републике Србије.
Са почетком НАТО агресије на Савезну Републику Југославију рад свих школа је обустављен. Просветни кадар и ђаци српске националости јуна 1999. године напуштају Приштину, а школа више никада није обновила своје функицонисање у образовном систему Републике Србије.
Након рата на Косову и Метохији 1999. године у просторијама школске зграде се органзиује рад основне школе „Хасан Приштина” (алб. shkolla fillore „Hasan Prishtina”). Школа ради по косовском образовном систему, а настава се изводи на албнаском језику.